# 紅柳德米利夫卡
47°23′43″N 33°4′35″E / 47.39528°N 33.07639°E
红柳德米利夫卡（烏克蘭語：Червона Людмилівка）是位於烏克蘭南部的村莊，由赫爾松州貝里斯拉夫區的大亚历山德里夫卡市镇負責管轄。該村始建於1920年，面積0.61平方公里，海拔高度81米，2001年人口155，人口密度每平方公里256.2人。